# 青島・ノック現象
青島・ノック現象（あおしま・ノックげんしょう）は、1995年（平成7年）4月9日に行われた第13回統一地方選挙の東京都知事選挙においてタレント・放送作家の青島幸男が、大阪府知事選挙においてタレントの横山ノックがそれぞれ当選した出来事である。

## 概要
1995年4月に行われた第13回統一地方選挙では、東京都知事選挙では青島幸男が、大阪府知事選挙では横山ノックがそれぞれ初当選した。東京都・大阪府ともに自民党などの各政党は官僚出身者などの他の候補者を推薦・支持していたが、青島幸男・横山ノックともにそれらの候補者を圧勝して当選した。
これは日本の政治の大きな転換点とされた出来事で、有権者が既存の政党を完全に見限った象徴的な出来事であるとされた。青島幸男は170万表を獲得して、横山ノックは162万部を獲得していたのだが、これは対立候補に大差をつけて当選するという数字であった。この2人の当選は既成政党に衝撃を与えて選挙戦術の再検討を迫ることになるほどであった。
この統一地方選挙の時期には、既成の政治家や官僚が嫌われていた。そして有権者が既成政党を離れるということが目立っていた。このような青島・ノック現象が起きたことから、次の参議院議員選挙では各政党は無党派層を取り込むためにタレントを集めて候補者を擁立したものの、この参議院議員選挙は史上最低の投票率となり浮動票を集めることで当選を狙っていたタレントはほとんどが落選した。
東京大学社会科学研究所附属社会調査・データアーカイブ研究センターの研究成果報告書によると、青島・ノック現象が起きたのは1994年に自民党と社会党が連立して村山内閣（自社さ連立政権）が成立したことがきっかけとのこと。本来は政治への考え方が基本的に異なり、長年対立してきた両者が手をつないだことから有権者は戸惑い政党離れとなり、青島・ノック現象に繋がって行ったとしている。
井田正道は青島・ノック現象を嚆矢として無党派の時代となっていたとした。それより自らは支持政党は無いという回答よりも無党派という回答が多くなっていたとのこと。だが井田の論文で引用されていた松本正生が2006年に発表した論文では無党派の時代は終焉を迎えつつあるとされていた。そしてこれからは無党派層に代わり、そのつど投票する層の時代になるとしていた。そこでは無党派層と政党支持層の間を区分することは意味を持たなくなるとしていた。青島・ノック現象からの無党派とは支持政党が無いという層のことであったとのこと。だがこれからの時代は、選挙に行けばどの政党の誰に投票するかを迫られることになるからそのつど選択する層になるとのこと。
光延忠彦は、この青島・ノック現象という新たな政治動向で、政党とは距離を置いた新たな知事が登場することから、国政と地方政治との関係や地方独自の政治に重点が置かれた首長に関する分析が一層加速されるとする。これらは研究に限らずジャーナリズムの議論でも展開され、特に日本の政治を分析する上で直接民主主義的な政治参加という新たな視点を提供することで、斬新な首長の登場に貢献するとのこと。
大前研一もこの青島・ノック現象が起きた都知事選に立候補しており、この青島の当選から強烈なアイデンティティ・クライシスに襲われていた。大前にはこれまでにマッキンゼーで習得してきた問題解決の技法、20年にわたる執筆活動、平成維新の会での3年間の市民活動などを通して温め研ぎ澄ましてきた集大成というべき政策を必死に訴え続けてきたものの青島に敗北していた。この政策を分かってもらえれば誰にも負けない自信があったために敗北のショックは大きかった。政策で政治家が選ばれないのならば、自らがやってきたことは何だったのかと思っていた。この都知事選で青島は3分の1にも投票されており、大前は生きている間にこれだけに投票されるようになることは無いと思ったために政治の世界から去った。自身は政治家には向いていないために裏方として政策を作るのが役回りとして、書くべき政策を書いて残すべき政策を残して生きている間に実行してくれる政治家が現れれば良しとして、死んだ後に実行してくれても良いように常に最新版の日本再生のシナリオを作ることにした。